# فک‌های راهب
فک‌های راهب (نام علمی: Monachus) نام یک سرده از تیره فک‌های بی‌گوش است.

## گونه‌ها
- فک راهب هاوایی, Monachus schauinslandi
- فک راهب مدیترانه, Monachus monachus
- فک راهب کارائیب, Monachus tropicalis (انقراض)